# BAE Systems Hawk
BAE Systems Hawk tudi Hawker Siddeley Hawk, je britansko enomotorno podzvočno šolsko vojaško letalo. Poleg treniranja lovskih pilotov se lahko uporablja tudi kot lahki jurišnik. Uporablja ga tudi britanska akrobatska skupina Red Arrows.
Letalo je bilo zelo uspešno, do danes so zgradili čez 1000 letal in ga izvozili v 18 držav. Letalo je še vedno v proizvodnji v Britaniji in pod licenco v Indiji pri Hindustan Aeronautics (HAL). 
Leta 1964 je RAF zahtevala zamenjavo za Folland Gnat. Sprva so za ta namen nameravali uporabljati SEPECAT Jaguar, vendar se je nadzočni lovec izkazal za prekompleksnega, zato so začeli razvijati novo letalo - projekt (SP) 117. Projekt je vodil Ralph Hooper.
Novo letalo je imelo tandem sedeže in bi se poleg šolanja lahko uporabljalo kot lahko bojno letalo. Prototip je prvič poletel 21. avgusta 1974.

## Tehnične specifikacije (Hawk 128)
Podatki iz Royal Air Force, BAE Systems, Ministry of Defence
Splošne karakteristike
- Posadka: 2, študent in inštruktor
- Dolžina: 40 ft 9 in (12,43 m)
- Razpon kril: 32 ft 7 in (9,94 m)
- Višina: 13 ft 1 in (3,98 m)
- Površina kril: 179,64 ft2 (16,70 m2)
- Teža praznega letala: 9880 lb (4480 kg)
- Uporaben tovor: 6600 lb (3000 kg)
- Maks. vzletna teža: 20000 lb (9100 kg)
- Pogon letala: 1 × Rolls-Royce Adour Mk. 951 turbofan s sistemom FADEC, 6500 lbf (29 kN)

 Zmogljivost 
- Neprekoračljiva hitrost: 1,2 Mach
- Maks. hitrost: 1028 km/h, 638 mph (Mach 0,84) na višini
- Doseg: 1360 NM, 1565 mi (2520 km)
- Višina leta: 44500 ft (13565 m)
- Hitrost vzpenjanja: 9300 ft/min (47 m/s)
- Razmerje potisk/teža: 0,65

Oborožitev

Orožje
- 1× 30 mm ADEN top
- Do 6800 lb (3085 kg) orožja na petih nosilcih
  - 4× AIM-9 Sidewinder ali ASRAAM